# Miriam Butkereit
Miriam Butkereit (* 8. Mai 1994 in Hamburg) ist eine deutsche Judoka. Sie gewann die Silbermedaille bei den Olympischen Spielen 2024 in Paris.

## Karriere
2010 gewann Miriam Butkereit die Bronzemedaille bei den Kadetteneuropameisterschaften in der Gewichtsklasse bis 63 Kilogramm. Danach wechselte sie in die Gewichtsklasse bis 70 Kilogramm, das Mittelgewicht. 2016 gewann sie ihren ersten deutschen Meistertitel in dieser Gewichtsklasse. 2018 wurde sie beim Grand Slam in Abu Dhabi Zweite hinter der Französin Margaux Pinot. 2019 gewann sie ihren zweiten deutschen Meistertitel und wurde einen Monat später beim Grand Slam in Düsseldorf Zweite hinter der Britin Sally Conway. Bei den Europameisterschaften 2019 schied sie in ihrem Auftaktkampf gegen die Griechin Elisavet Teltsidou aus.
Nach der Zwangspause wegen der COVID-19-Pandemie erreichte Butkereit bei den Europameisterschaften 2020 in Prag den fünften Platz nach einer Niederlage gegen die Französin Marie-Ève Gahié im Kampf um Bronze. Anfang 2021 besiegte sie Gahié im Halbfinale des Grand Slams von Tel Aviv und unterlag im Finale gegen Margaux Pinot. Bei den Weltmeisterschaften 2021 in Budapest wurde Butkereit Fünfte nach einer Niederlage gegen die Niederländerin Sanne van Dijke im Kampf um den dritten Platz. 2022 erreichte Butkereit das Finale beim Grand Slam in Budapest und unterlag dann der Japanerin Saki Niizoe. Im Oktober 2022 bei den Weltmeisterschaften in Taschkent verlor Butkereit den Kampf um Bronze ebenfalls gegen Niizoe.
2023 unterlag Butkereit im Grand-Slam-Finale von Tel Aviv Margaux Pinot. Nach fünf Finalniederlagen bei Grand-Slam-Turnieren gewann Butkereit Anfang 2024 den Grand Slam von Paris mit einem Finalsieg über Marie-Ève Gahié. Bei den Olympischen Spielen in Paris besiegte Butkereit im Halbfinale die Österreicherin Michaela Polleres, im Finale unterlag sie der Kroatin Barbara Matić.
Der Heimatverein von Miriam Butkereit ist der TSV Glinde. Sie trainiert am Olympiastützpunkt in Köln und kämpft für den SV Halle. Zuvor war die Bundespolizistin beim TSV Glinde. 

## Berufsweg
Seit September 2015 ist Miriam Butkereit Angehörige der Spitzensportförderung der Bundespolizei. Die Polizeiobermeisterin absolvierte in der Bundespolizeisportschule Kienbaum eine Ausbildung zur Polizeivollzugsbeamtin.

## Ehrungen
- 2024: Silbernes Lorbeerblatt[4]